# Liste der Gouverneure von Yunnan
Dies ist die Liste der Gouverneure der chinesischen Provinz Yunnan.
| Name          | Amtszeit  |
| ------------- | --------- |
| Chen Geng     | 1950–1955 |
| Guo Yingqiu   | 1955–1958 |
| Ding Yichuan  | 1958–1965 |
| Zhou Xing     | 1965–1966 |
| Tan Furen     | 1968–1970 |
| Zhou Xing     | 1970–1975 |
| Jia Qiyun     | 1975–1977 |
| An Pingsheng  | 1977–1979 |
| Liu Minghui   | 1979–1983 |
| Pu Chaozhu    | 1983–1985 |
| He Zhiqiang   | 1985–1998 |
| Li Jiating    | 1998–2001 |
| Xu Rongkai    | 2001–2006 |
| Qin Guangrong | 2007–2011 |
| Li Jiheng     | 2011–2014 |
| Chen Hao      | 2014–2016 |
| Ruan Chengfa  | 2016–2020 |
| Wang Yubo     | 2020–     |